# Reggie Wayne
Reginald "Reggie" Wayne (urodzony 17 listopada 1978 roku w Nowym Orleanie w stanie Luizjana) – amerykański zawodnik futbolu amerykańskiego, grający na pozycji wide receiver. W rozgrywkach akademickich NCAA występował w drużynie University of Miami.
W roku 2001 przystąpił do draftu NFL. Został wybrany w pierwszej rundzie (30. wybór) przez zespół Indianapolis Colts. W drużynie z Indiany występuje do tej pory.
Sześciokrotnie został powołany do meczu gwiazd Pro Bowl, a trzykrotnie do najlepszej drużyny ligi All-Pro.